# Ena
|  | Aquest article tracta sobre el districte japonès de la prefectura de Gifu. Si cerqueu la lletra de l'alfabet llatí, vegeu «n». |

Ena (恵 那 郡 Ena-gun?) fou un districte de la Prefectura de Gifu, Japó. El 2003, el districte tenia una població estimada de 48.776 i una densitat de 68,95 habitants per km². La superfície total és 707,36 quilòmetres². El 25 octubre de 2004 els pobles d'Akechi, Iwamura, Kamiyahagi i Yamaoka, i el poble de Kushihara es van fusionar a la ciutat expandida d'Ena.
El 13 de febrer del 2005 les ciutats de Fukuoka, Sakashita i Tsukechi, i els pobles d'Hirukawa, Kashimo i Kawaue, juntament amb el poble de Yamaguchi (Districte de Kiso, Prefectura de Nagano), es van fusionar en la ciutat expandida de Nakatsugawa.